# Малый Вудъявр
Малый Вудъявр — озеро в Мурманской области, расположенное в центральной части Кольского полуострова. Находится во впадине между горами у подножия хребта Кукисвумчорр на Хибинах, в 5 км к северу от города Кировска и озера Большой Вудъявр, с которым связано рекой. В переводе с саамского языка «вудъявр» означает «озеро у подножия горы».
Имеет сложную форму, близкую к овальной, наибольшая длина 1,56 км, ширина 0,63 км. С востока лежит гора Поачвумчорр, с запада — Вудъяврчорр, с севера находится гора Тахтарвумчорр. Происхождение ледниковое, в южном направлении имеется конечная морена, перегораживающая долину вытекающей реки. В прошлом данная морена служила для озера плотиной. Площадь водной глади 67 гектаров, по другим данным — 52 гектара, объём воды — 1 484 620 м³, глубина до 10,5 м. Высота над уровнем моря — 356,5 или 357,8 м.
Водосборный бассейн имеет площадь 23,8 км², относится к лесотундровой зоне, здесь распространены тундровая растительность, берёзовые и еловые леса. Впадают реки Леминговая, Поачвумйок, Тахтарвумйок, которые текут только в летний и осенний периоды. Круглый год в Малый Вудъявр несёт воды ручей Сентесйок, который вытекает из озера Сентесъявр.

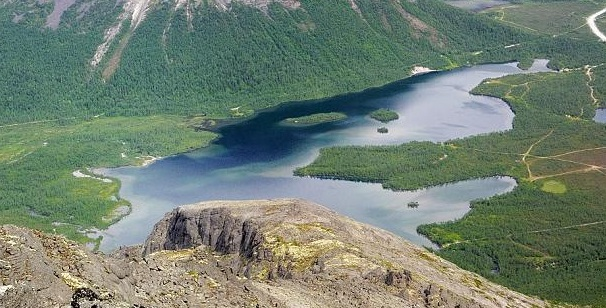
Малый Вудъявр с небольшими островами у подножия гор.

Озеро преимущественно питается подземными водами. На дне в северной и северо-западной частях водоёма имеются мелкие источники подземных вод, которые видимы в тихую погоду по выходам пузырьков газа со дна. Сток из озера, возможно, частично подземный, но главным образом идёт через вытекающую реку — один из притоков реки Вудъяврйок (по данным других работ, в озере начинается сама река Вудъяврйок).
Вода бесцветная, нейтральная, с низкими показателями общей минерализации (в среднем 25,5 мг/л) и щёлочности (в среднем 244 мк-экв/л), с малым количеством растворённых питательных веществ. В 1930-е годы было обнаружено, что на экосистему озера влияют воздействия апатитового производства и стоящей на берегу станции АН СССР. По состоянию на 2010-е годы озеро испытывает аэротехногенную нагрузку (по воздуху от предприятий ОАО «Апатит», «Североникель» и рудников), основными загрязняющими веществами являются соединения тяжелых металлов. Согласно классификации Л. Хокансона по проведённым расчётам степень загрязнения озера значительная.
Рыбная фауна изучена слабо, преобладает арктический голец, сообщалось о девятииглой колюшке и налиме, в 1930-е годы встречалась кумжа. Согласно научным исследованиям, проводимым с 2005—2006 годов, на 2013 год в фитопланктоне выявлено 38 таксонов водорослей рангом ниже рода. По численности, биомассе и видовому разнообразию доминировали диатомовые водоросли, обильными были также некоторые типично планктонные, бентосные, перифитонные формы и другие. При изучении сообществ водорослей обрастаний обнаружено 67 таксонов рангом ниже рода (и также преобладали диатомовые водоросли).
В 1921 году до озера добрался академик А. Е. Ферсман с группой из 5 человек. В 1930 году Ферсман создал у озера постоянную научно-исследовательскую Хибинскую горную станцию, где изучались минералы. Станцию называли «Тиетта» (по саамски — «наука»).
В 2022 году власти Мурманской области сообщали о планах одной из компаний построить на озере дайвинг-центр с гостиничным комплексом и киностудией.